# Brieuc Plessis
Pour les articles homonymes, voir Plessis (homonymie).

a Compétitions nationales et continentales officielles uniquement.

b Matchs officiels uniquement.
Brieuc Plessis, né le 19 mars 1994, est un joueur français de rugby à XV évoluant au poste de centre au CS Bourgoin-Jallieu depuis 2023.
Formé au Montpellier Hérault rugby, il rejoint ensuite le centre de formation du Racing Club Narbonne Méditerranée avant de rejoindre le Stade rochelais en 2018, le Biarritz olympique en 2020, l'US Carcassonne en 2022 et le CS Bourgoin Jallieu en 2023.

## Biographie
Brieuc Plessis commence à l'âge de 6 ans au Bollène rugby club (Vaucluse), il a très vite apprécié les valeurs de ce sport dès ses premiers pas dans le rugby. Bien aidé par sa capacité à être endurant, il choisit d'abord de jouer au poste de troisième ligne.
A 13 ans, toujours dans l'optique d'évoluer au plus haut niveau, Brieuc décide de rejoindre le club de Châteauneuf Orange rugby club pour deux années en vue d'y disputer des tournois plus ambitieux à ses yeux. Lors d'une sélection départementale de fin de saison, il est sélectionné pour passer les tests visant à intégrer le Pôle espoirs de Hyères mais il échoue.
Finalement repéré par un dirigeant de Provence rugby, il quitte le cocon familial pour combiner sport et études à Aix-en-Provence au lycée privé St Eloi.
Auteur d'une bonne saison dans le championnat Cadet Alamercery, il réussit les tests lui permettant de rejoindre les rangs du sport-études du lycée Jean-Mermoz de Montpellier pour intégrer une classe de première scientifique. Arrivé sur la pointe des pieds au Montpellier Hérault rugby, il a rapidement fait sa place au sein du groupe pour en devenir un titulaire indiscutable. Grâce à ses performances, il intègre la sélection Languedoc-Roussillon (N3) ce qui lui permet d'être admis au Pôle espoirs de Béziers (lycée Jean Moulin) pour passer son baccalauréat scientifique. Le Pôle de Béziers lui ouvre les portes de l'Équipe de France de rugby à XV des moins de 19 ans. Cette même année, il sera champion de France avec la sélection régionale.
Lors de la saison 2012-2013, le Montpellier Hérault rugby propose à Brieuc de passer dans la ligne des trois-quarts afin d'évoluer au sein du pré-centre de formation pour être surclassé dans la catégorie Reichel. C'est au poste de trois-quart centre qu'il fera désormais ses gammes. Toujours dans l'optique d'allier sport et études, il choisit d'étudier à Montpellier Business School pour obtenir un bachelor en commerce international. Une dernière année riche en émotion du côté des Cistes où il a eu l'occasion de s'entraîner avec l'effectif professionnel de Jake White mais finalement pas conservé, il dira au revoir à ses coéquipiers et copains montpelliérains.
À la suite de la montée des Espoirs narbonnais en Poule Elite, Sébastien Buada (directeur du centre de formation du RCNM) souhaitant renforcer son effectif avec des joueurs expérimentés, fait appel à Brieuc pour ses qualités physiques et pour, également, compléter le groupe professionnel du Racing Club de Narbonne Méditerranée pour la saison 2015-2016. Après une préparation physique avec les pros, il eut très vite sa chance lors de matches amicaux. Remplaçant dès le premier match de la phase régulière, les entraîneurs misent une grande confiance en lui en le titularisant à 17 reprises (sur 21 matches joués). Auteur de six essais, il signe son premier contrat professionnel dès le mois de février à l'âge de 20 ans.
Malgré le changement de présidence du club narbonnais, la confiance accordée à Brieuc est intacte, il enchaîne les feuilles de matches et les bonnes prestations.
Il rejoint le Stade rochelais de Xavier Garbajosa en 2018 pour un contrat de 2 ans sous les couleurs jaune et noir.
En 2020, il s'engage pour trois saisons au Biarritz olympique. Libéré de son contrat en 2022, il s'engage à l'US Carcassonne. Il ne passe qu'une saison dans la cité audoise avant de s'engager au CS Bourgoin-Jallieu au printemps 2023.